# Шимакі (Підляське воєводство)
Шимакі (пол. Szymaki) — село в Польщі, у гміні Кузьниця Сокульського повіту Підляського воєводства.
Населення — 68 осіб (2011).
У 1975—1998 роках село належало до Білостоцького воєводства.

## Демографія
Демографічна структура станом на 31 березня 2011 року:
|          | Загалом | Допрацездатний вік | Працездатний вік | Постпрацездатний вік |
| -------- | ------- | ------------------ | ---------------- | -------------------- |
| Чоловіки | 39      | 5                  | 30               | 4                    |
| Жінки    | 29      | 2                  | 17               | 10                   |
| Разом    | 68      | 7                  | 47               | 14                   |